# Symfonie nr. 104 (Haydn)
De Symfonie nr. 104 is de laatste symfonie van Joseph Haydn, voltooid in 1795. Ze staat ook bekend onder de naam London. Het is de twaalfde en laatste uit zijn Londense symfonieënreeks, die hij componeerde naar aanleiding van twee bezoeken aan Londen. Het werk werd voor het eerst uitgevoerd op 4 mei 1795 in King's Theatre in Londen.

## Bezetting
- 2 fluiten
- 2 hobo's
- 2 klarinetten in A
- 2 fagotten
- 2 hoorns (in D en G)
- 2 trompetten in D
- Pauken
- Strijkers

## Delen
Het werk bestaat uit vier delen:
1. Adagio - Allegro
2. Andante
3. Menuetto: Allegro
4. Finale: Spirituoso